# Wei Jingsheng
Wei Jingsheng (cinese: 魏京生, pinyin: Wèi Jīngshēng; Pechino, 20 maggio 1950) è un attivista cinese, molto noto per aver redatto il documento Quinta modernizzazione, pubblicato sul Muro della Democrazia nel 1978 a Pechino.
Non trovando alcuna ragione per poterlo perseguire ufficialmente, il governo cinese strumentalizzò la corrispondenza che intratteneva con alcuni stranieri sulla guerra sino-vietnamita accusandolo di tradimento per poi imprigionarlo.
Jingsheng rimase detenuto fino al 14 settembre 1993, quando le autorità decisero di rilasciarlo come gesto di apertura verso il Comitato Olimpico Internazionale: i Giochi olimpici erano un evento di estrema importanza per la Cina. Quando si seppe che la scelta del comitato era caduta su Sydney, Jingsheng fu subito rimandato in prigione con l'accusa di complottare contro lo stato e vi rimase fino al 16 novembre 1997 quando, anche grazie alle pressioni internazionali (prima fra tutte quelle del presidente degli Stati Uniti Bill Clinton), fu rilasciato per "ragioni mediche" ed inviato negli Stati Uniti.
Era entrato nelle Guardie rosse a 16 anni durante la Rivoluzione culturale. Quando, però, Deng Xiaoping giunse al potere e disconobbe proprio la Rivoluzione culturale, il ventottenne Wei, elettricista di Pechino, denunciò Deng e la sua politica di mantenimento in Cina di un sistema autoritario guidato dal Partito Comunista Cinese: Wei ed altri noti dissidenti temevano che Deng consolidasse il suo potere.
Dissidenti noti in Occidente come Wei Jingsheng, Fang Lizhi e Wang Dan sono spesso espulsi dal paese in seguito a pressioni internazionali. Sebbene il codice penale cinese non preveda l'esilio, esso è comunque eseguito informalmente condannando i dissidenti a diversi anni di carcere e poi rilasciandoli per ragioni mediche prima di inviarli all'estero, ritenendoli meno nocivi all'estero che in patria.
Nel 1996 a Wei Jingsheng fu concesso il Premio Sakharov per la libertà di pensiero.  Oltre a questo ha ottenuto numerosi altri riconoscimenti quali il Robert F. Kennedy Memorial Human Rights Award (1996), il National Endowment for Democracy Award (1997), l'Olof Palme Memorial Prize (1994) e l'International Activist Award della Gleitsman Foundation. È stato inoltre definito come il "Padre della democrazia cinese" ed il "Nelson Mandela della Cina". Riferimenti sulla sua persona sono disponibili su internet in diverse lingue.
Oltre al già citato saggio del 1978 (La quinta modernizzazione), è anche autore di "Courage to Stand Alone -- letters from Prison and Other Writings", che raccoglie i suoi articoli scritti sulla carta igienica in carcere. Oggi cura una rubrica settimanale su Radio Free Asia e collabora con altri organi di informazione.
È diventato membro del Consiglio generale del Partito Radicale Transnazionale.